# Педоме
Педоме (порт. Pedome; МФА: [pɨ.ˈdo.mɨ]) — парафія в Португалії, у муніципалітеті Віла-Нова-де-Фамалікан. Розташована в північно-західній частині країни, на теренах історичної португальської провінції Дору-Міню. Входить до складу округу Брага. За адміністративним поділом, чинним до 1976 року, терени парафії були складовою провінції Міню. Належить до Бразької архідіоцезії Католицької церкви. Патрон — святий Петро. Площа — 2,6308 км². Населення — 2120 ос. (2011). Середньо урбанізований регіон. Густота населення — 805,84 осіб/км²
. Код — 031230.

## Населення
| Кількість мешканців | Кількість мешканців | Кількість мешканців | Кількість мешканців | Кількість мешканців | Кількість мешканців | Кількість мешканців | Кількість мешканців | Кількість мешканців | Кількість мешканців | Кількість мешканців | Кількість мешканців | Кількість мешканців | Кількість мешканців | Кількість мешканців |
| ------------------- | ------------------- | ------------------- | ------------------- | ------------------- | ------------------- | ------------------- | ------------------- | ------------------- | ------------------- | ------------------- | ------------------- | ------------------- | ------------------- | ------------------- |
| 1864                | 1878                | 1890                | 1900                | 1911                | 1920                | 1930                | 1940                | 1950                | 1960                | 1970                | 1981                | 1991                | 2001                | 2011                |
| 414                 | 413                 | 487                 | 508                 | 538                 | 476                 | 616                 | 813                 | 1 126               | 1 405               | 1 591               | 1 989               | 2 263               | 2 234               | 2 120               |